# Lithopsaestis mixophanes
Lithopsaestis mixophanes är en fjärilsart som beskrevs av Edward Meyrick 1932. Lithopsaestis mixophanes ingår i släktet Lithopsaestis och familjen äkta malar. Inga underarter finns listade i Catalogue of Life.